# Gustav Classens
Gustav Classens (* 12. Oktober 1894 in Aachen; † 18. Juni 1977 in Bonn) war ein deutscher Dirigent.

## Wirken
Von 1933 bis 1949 war Classens Städtischer Musikdirektor in Bonn und damit Leiter des Beethoven Orchesters Bonn. Von 1949 bis 1971 war er Leiter der Bonner Bach-Gemeinschaft, die er 1949 gegründet hatte. Von 1952 bis 1966 war er zugleich Musiklehrer am Pädagogium Godesberg Otto-Kühne Schule (PÄDA).
Mit der Bonner Bach-Gemeinschaft fanden in den knapp vierzig Jahren unter seiner Leitung zahlreiche klassische Chor- und Orchesterkonzerte in Bonn statt, womit diese zum festen Bestandteil des Bonner Musiklebens wurde. Konzertreisen führten in die weitere Umgebung Bonns sowie nach Belgien und Luxemburg.
1952 brachte Classens das Osteroratorium von Bach zur Bonner Erstaufführung. Drei Jahre später erklang unter seiner Leitung die westdeutsche Erstaufführung des Magnificat von Bachs Sohn Carl Philipp Emanuel. Die Aufführung der ungekürzten Fassung der Matthäus-Passion im März 1959 wird zu einem besonderen Ereignis für Bachfreunde.
Für die Pflege des Werks von Johann Sebastian Bachs gegründet, wurde das Repertoire der Bonner Bach-Gemeinschaft schon bald erweitert. Bereits 1951 erklang Die Schöpfung von Joseph Haydn, im Laufe der Zeit wurden auch die großen Oratorien Judas Maccabäus und Messias von Händel, Die Jahreszeiten von Haydn und Ein deutsches Requiem von Brahms erarbeitet und erfolgreich aufgeführt. Auch weniger bekannte Werke wie Stabat mater und Requiem von Antonín Dvořák, der „fast vergessene“ Sonnengesang von Hermann Suter und Psalmus Hungaricus von Zoltán Kodály erweiterten später die stilistische Bandbreite.